# Ashland (Luisiana)
Ashland es una villa ubicada en la parroquia de Natchitoches en el estado estadounidense de Luisiana. En el Censo de 2010 tenía una población de 269 habitantes y una densidad poblacional de 3,84 personas por km².

## Geografía
Ashland se encuentra ubicada en las coordenadas 32°7′13″N 93°6′45″O / 32.12028, -93.11250. Según la Oficina del Censo de los Estados Unidos, Ashland tiene una superficie total de 70.13 km², de la cual 69.69 km² corresponden a tierra firme y (0.63%) 0.44 km² es agua.

## Demografía
Según el censo de 2010, había 269 personas residiendo en Ashland. La densidad de población era de 3,84 hab./km². De los 269 habitantes, Ashland estaba compuesto por el 82.9% blancos, el 16.73% eran afroamericanos, el 0% eran amerindios, el 0% eran asiáticos, el 0% eran isleños del Pacífico, el 0% eran de otras razas y el 0.37% pertenecían a dos o más razas. Del total de la población el 0.37% eran hispanos o latinos de cualquier raza.